# Powiat Sárospatak
Powiat Sárospatak (węg. Sárospataki járás) – jeden z piętnastu powiatów komitatu Borsod-Abaúj-Zemplén na Węgrzech. Siedzibą władz jest miasto Sárospatak.

## Miejscowości powiatu Sárospatak
- Bodrogolaszi
- Erdőhorváti
- Györgytarló
- Háromhuta
- Hercegkút
- Kenézlő
- Komlóska
- Makkoshotyka
- Olaszliszka
- Sárazsadány
- Sárospatak
- Tolcsva
- Vajdácska
- Vámosújfalu
- Viss
- Zalkod